# Agave salmiana
Agave salmiana là một loài thực vật có hoa trong họ Măng tây. Loài này được Otto ex Salm-Dyck mô tả khoa học đầu tiên năm 1859.

## Hình ảnh

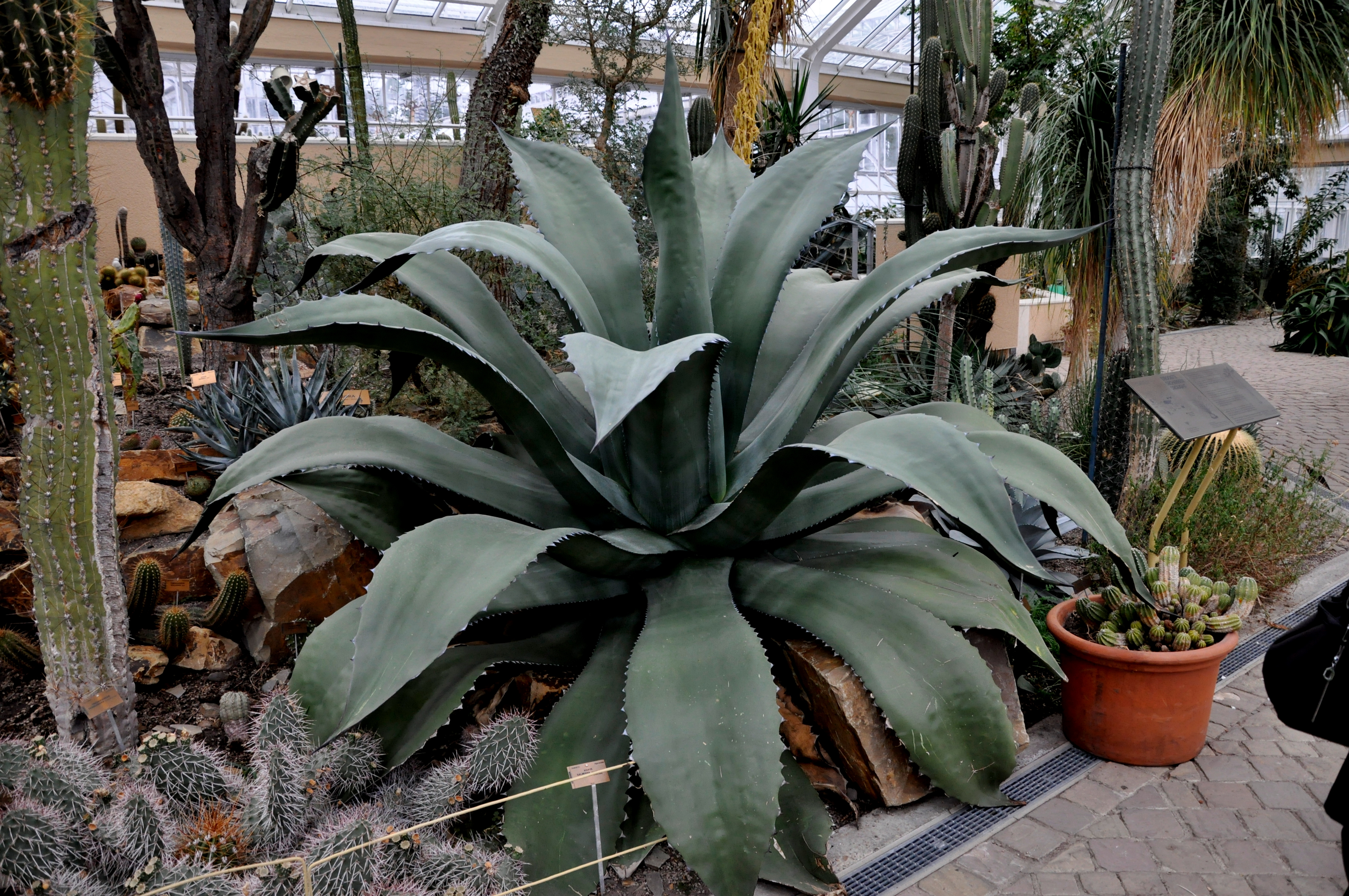
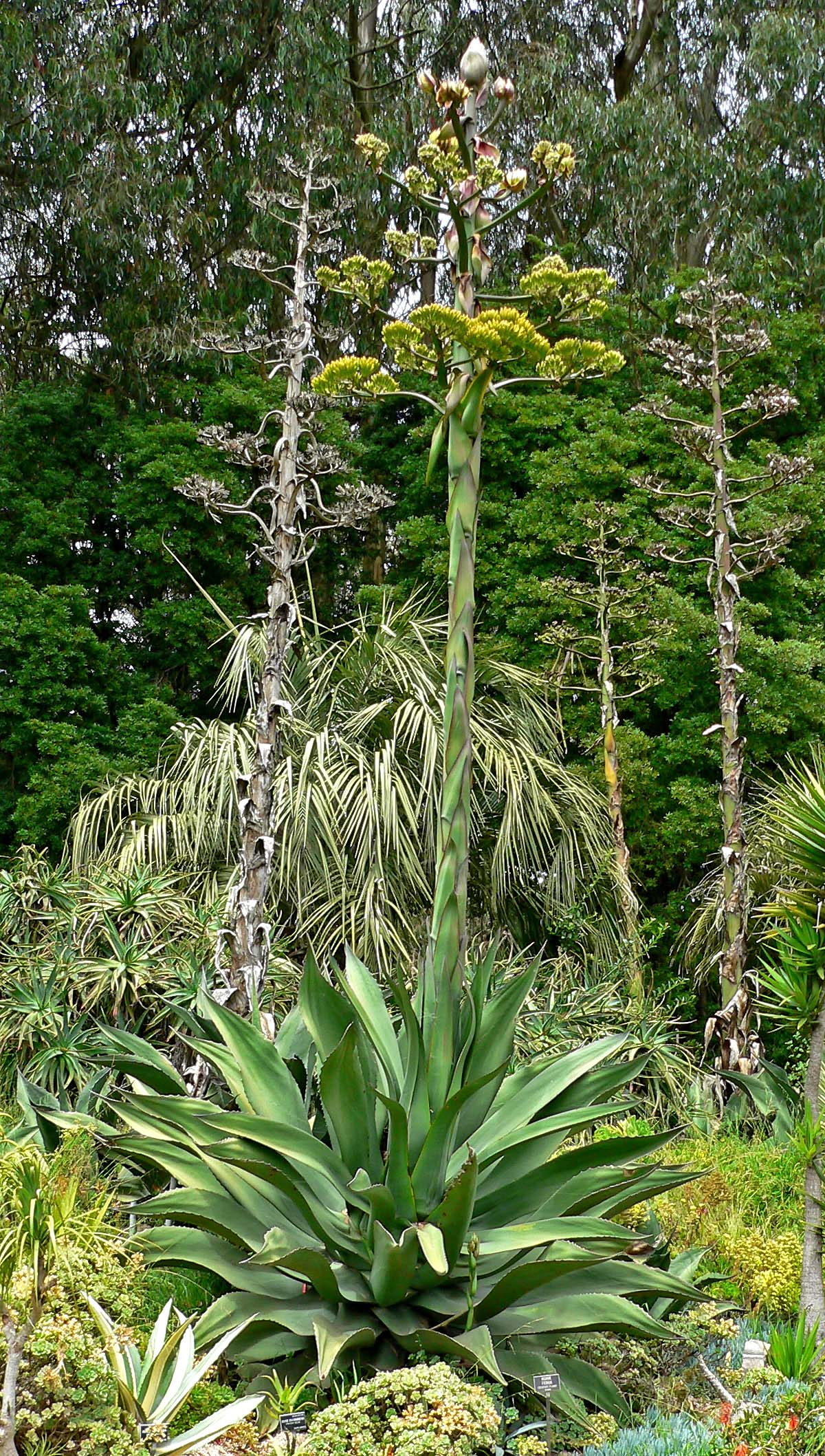
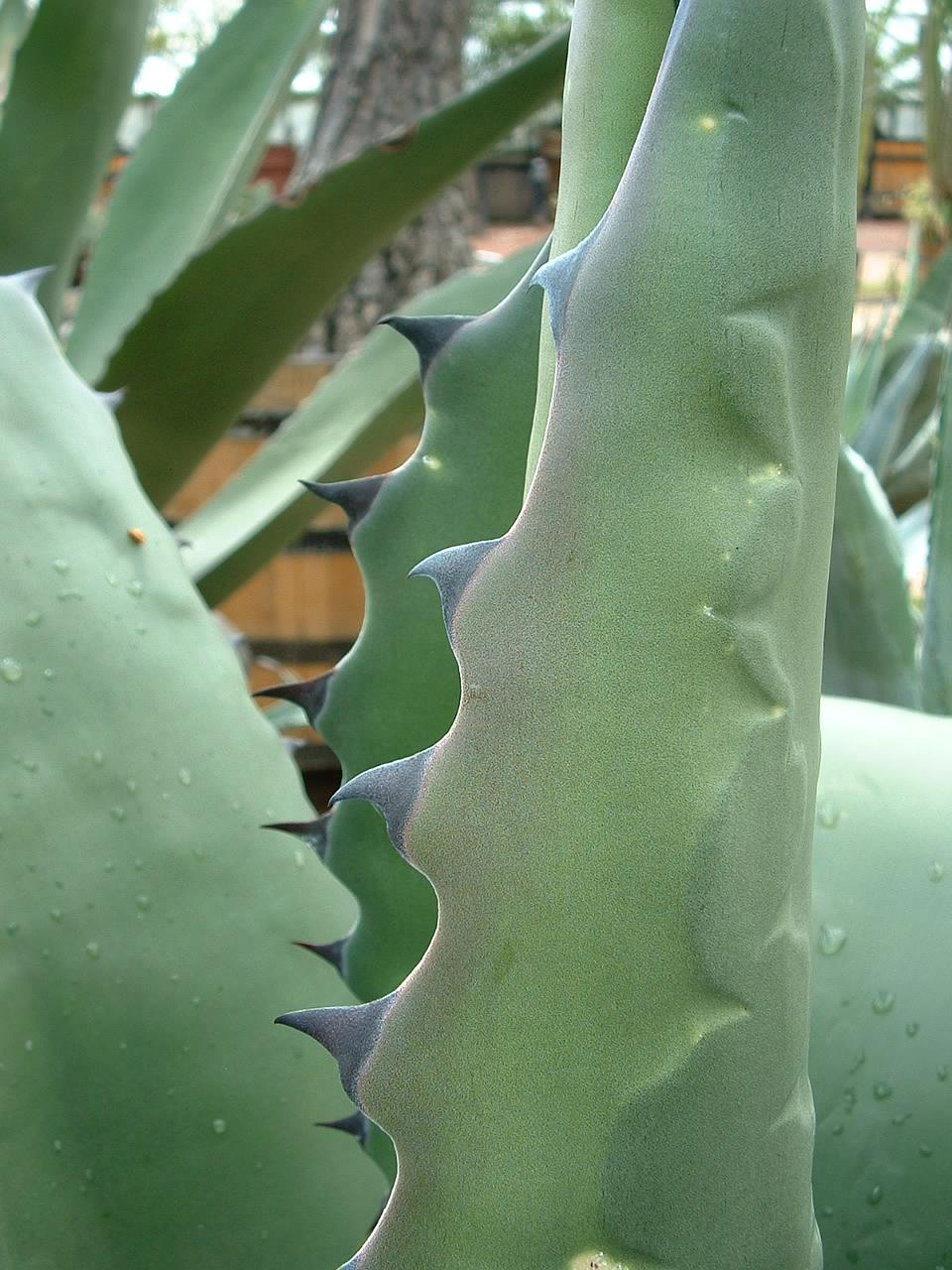
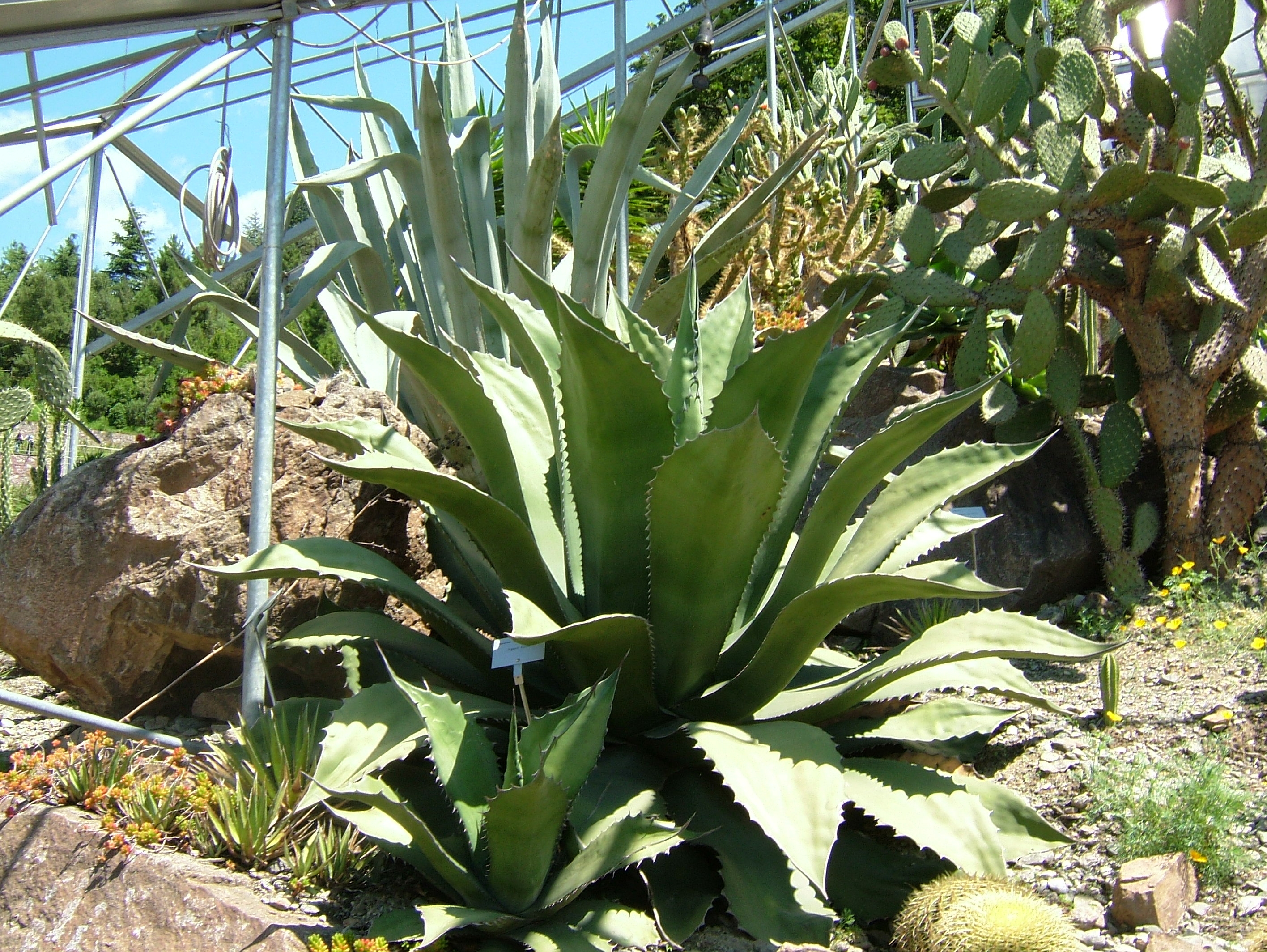